# 2-하이드록시뷰티르산
2-하이드록시뷰티르산(영어: 2-hydroxybutyric acid)은 카복실기에 인접한 탄소에 하이드록실기가 있는 하이드록시뷰티르산이다. α-하이드록시뷰티르산(영어: α-hydroxybutyric acid)이라고도 한다. 2-하이드록시뷰티르산은 D-2-하이드록시뷰티르산과 L-2-하이드록시뷰티르산이라는 두 개의 거울상 이성질체를 갖는 카이랄 화합물이다. 2-하이드록시뷰티르산의 짝염기는 α-하이드록시뷰티르산염(영어: α-hydroxybutyrate)이다.

D-2-하이드록시뷰티르산
L-2-하이드록시뷰티르산

2-하이드록시뷰티르산의 짝염기인 2-하이드록시뷰티르산염은 L-트레오닌을 분해하거나 글루타티온을 합성하는 포유류의 조직(주로 간)에서 생성된다. 산화 스트레스 또는 해독 요구는 간의 글루타티온 합성의 속도를 극적으로 증가시킬 수 있다. 이러한 대사적 스트레스 조건 하에서 글루타티온 합성을 위한 L-시스테인의 공급이 제한되므로 호모시스테인은 메티오닌을 형성하는 메틸기 전이 경로에서 시스타티오닌을 형성하는 황전환 경로로 전환된다. 2-하이드록시뷰티르산염은 시스타티오닌이 글루타티온에 결합된 시스테인으로 분해될 때 부산물로 방출된다. 글루타티온 합성 속도의 만성적 변화는 2-하이드록시뷰티르산염의 소변 배설로 반영될 수 있다.
2-하이드록시뷰티르산염은 당뇨병이 없는 환자의 인슐린 저항성의 초기 지표로 유용할 수 있다. 더욱이 혈청의 2-하이드록시뷰티르산염의 상승은 당내성 악화를 예측한다.

## 같이 보기
- 하이드록시뷰티르산